# Yihedaobu
Yihedaobu (kinesiska: 义和道卜, 义和道卜苏木) är en socken i Kina. Den ligger i den autonoma regionen Inre Mongoliet, i den norra delen av landet, omkring 950 kilometer nordost om regionhuvudstaden Hohhot.
Genomsnittlig årsnederbörd är 545 millimeter. Den regnigaste månaden är juli, med i genomsnitt 146 mm nederbörd, och den torraste är januari, med 3 mm nederbörd.